# Gniszik
Gniszik – wieś w Armenii, w prowincji Wajoc Dzor. W 2011 roku liczyła 44 mieszkańców.